# Mordoğan
Mordoğan bedeutet im türkischen „Lilageburt“ (Mor = Lila/Purpur; Doğan = Geburt; von Mordoğan aus zeigt der Himmel beim Sonnenaufgang eine Starke purpur Färbung).
Das ruhige ägäische Fischer- und Tourismusdorf befindet sich im Bezirk Karaburun der Stadt Izmir in der Türkei. Mordoğan liegt an der östlichen Küste der naturbelassenen Halbinsel Karaburun am Golf von İzmir. Die Stadt ist 80 Kilometer von Izmir entfernt und mit Kleinbussen  und in den Sommermonaten von Foça aus täglich mit Booten erreichbar. Bei einer Durchfahrt erreicht man die Kleinstadt Karaburun (Kara = Schwarz; Burun = Nase), die ihren Namen von der Halbinsel bekommen hat. Bei einer Rundfahrt um die Halbinsel (z. B. mit dem Scooter oder Fahrrad) erhält man von Bucht zu Bucht wechselnde Eindrücke von der Landschaft.
Die Kleinstadt ist bekannt für ihre Narzissen, ihre Strände (z. B. Ayibaligi, Ardic, Kütlücek), ihre Meereshöhlen und den Gabelberg (Catalkaya). Die Narzissen, die Fische, das Olivenöl und die Kräuter (z. B. Oregano, Thymian) aus Mordoğan sind auf Wochenmärkten in türkischen Großstädten gefragt. Mordogan verfügt über eine Reihe von kleineren Unterkünften und Gaststätten. Der Ort ist ideal zum Jagen, Angeln, Tauchen, Wandern und Surfen.
Die Tourismushochburg Çeşme liegt 40 Kilometer entfernt.

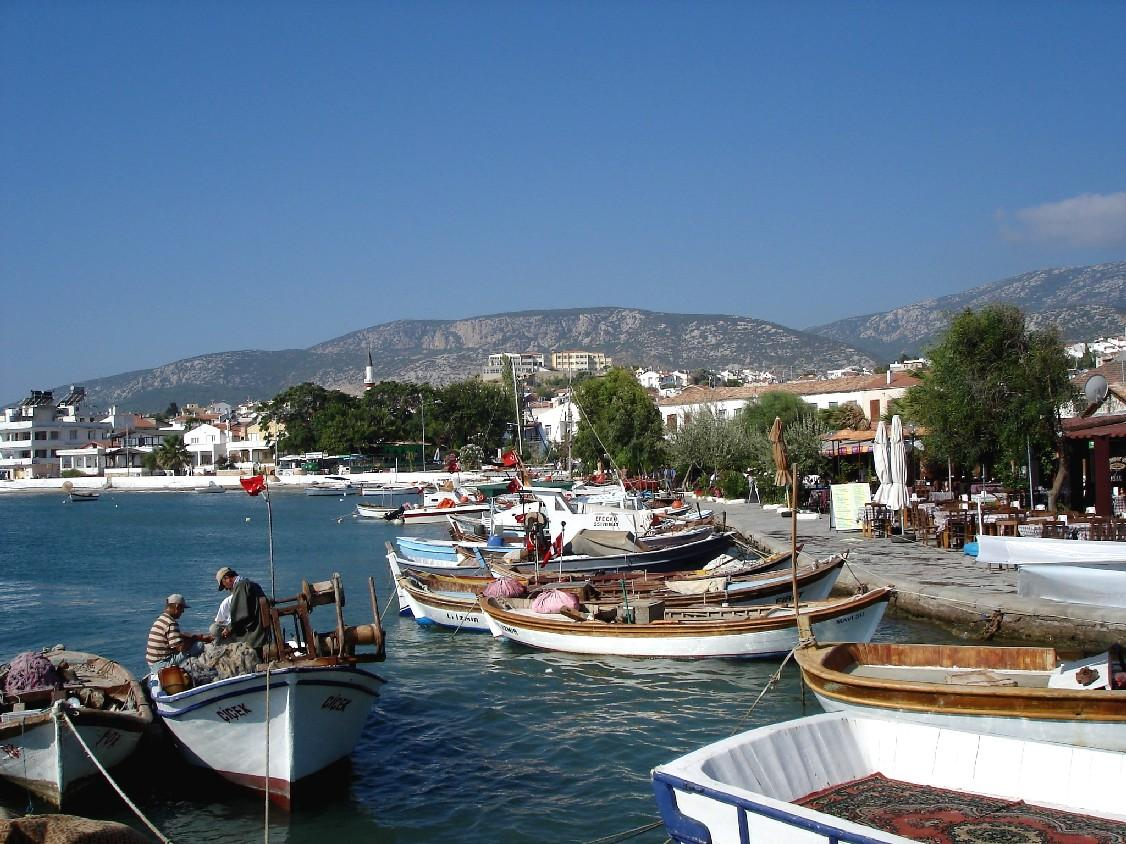
Anleger für kleine Fischerboote
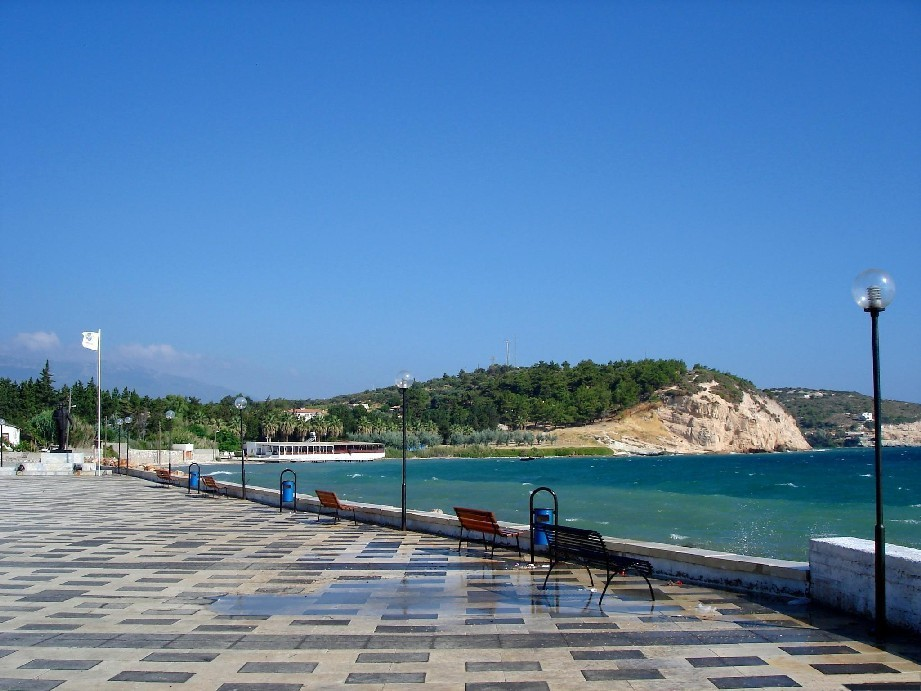
Stadtplatz, Teil der Promenade